# (5941) Valencia
(5941) Valencia (1982 UQ6) – planetoida z pasa głównego asteroid okrążająca Słońce w ciągu 4,91 lat w średniej odległości 2,89 j.a. Odkryta 20 października 1982 roku.